# المرأة في سويسرا

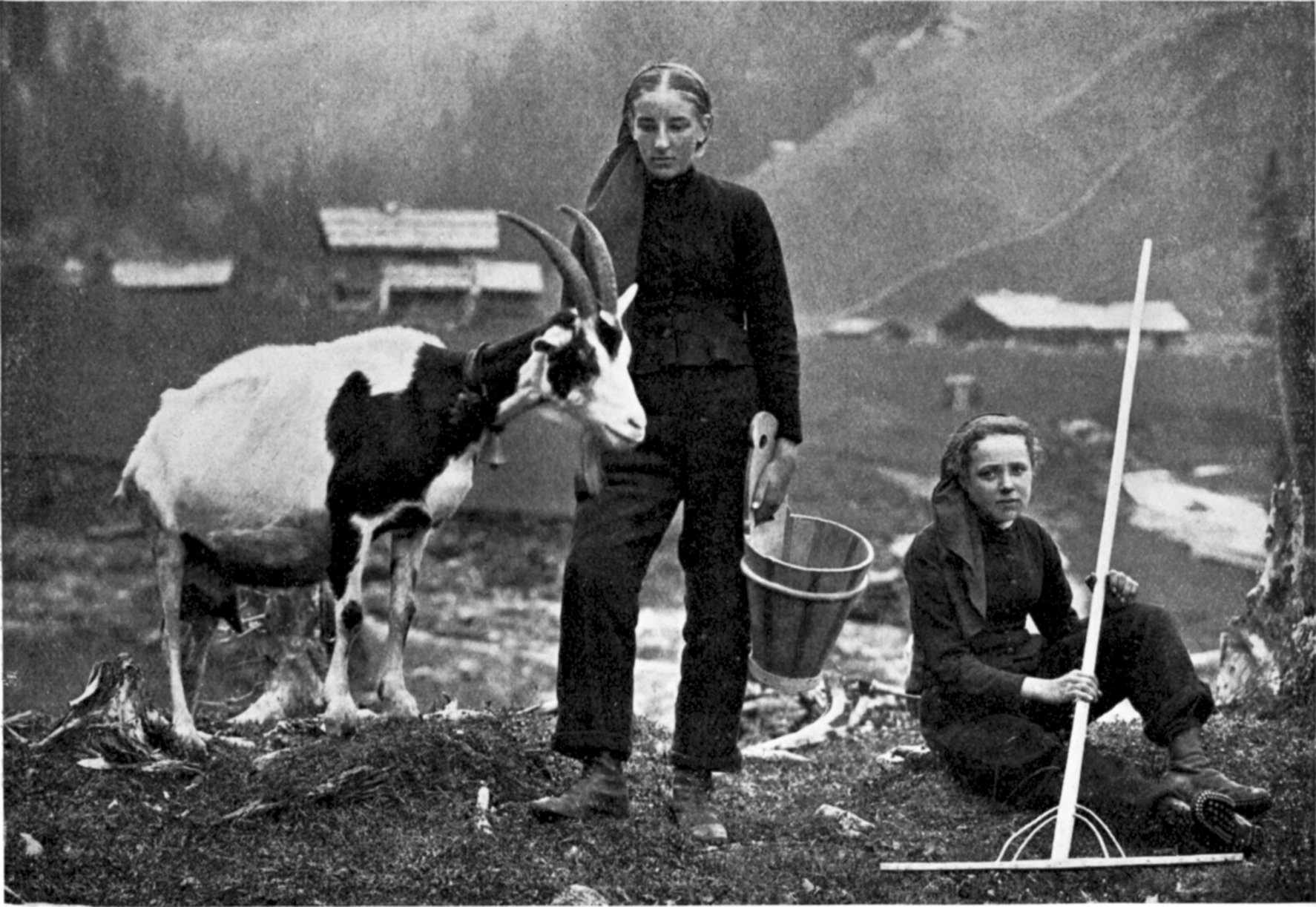
نساء سويسرا عام 1912

النساء في سويسرا هن من النساء اللواتي يعشن في سويسرا وهن من سويسرا. تطور الدور القانوني والاجتماعي للمرأة السويسرية بشكل ملحوظ منذ منتصف القرن العشرين فصاعدًا.

## العرف والتقليد
تقضي التقاليد بأن مكان المرأة السويسرية هو المنزل المسؤول عن الأعمال المنزلية ورعاية الأطفال. كونها في مجتمع ذي جذور أبوية قوية، تضع التقاليد السويسرية النساء أيضًا تحت سلطة آبائهن وأزواجهن. تغير هذا الالتزام بالتقاليد وتحسن عندما حصلت النساء في سويسرا على حقهن في التصويت على المستوى الفيدرالي في 7 فبراير 1971 . ومع ذلك، على الرغم من حصولهن على وضع المساواة في الحقوق مع الرجال، لا يزال يتعين على بعض النساء السويسريات الحصول على تعليم يتجاوز مستوى ما بعد الثانوية، وبالتالي يكسبن أموالًا أقل من الرجال، ويشغلن مناصب وظيفية منخفضة المستوى. وفقًا لـ swissinfo.ch في عام 2011، شجعت أمانة الدولة للشؤون الاقتصادية في سويسرا (Seco) الشركات التجارية على «تعيين المزيد من النساء في مناصب رفيعة المستوى». أولئك الذين يعملون بالفعل في شركات الأعمال، وفقًا للتقرير نفسه، يذكرون أن «النساء يكسبن في المتوسط 20٪ أقل من الرجال» في سويسرا، وكانت النسبة 6 من كل 10 نساء يعملن بدوام جزئي.
من بين النساء السويسريات البارزات في مجالات الأعمال والقانون إيميلي كيمبين-سبيري (1853–1901)، أول امرأة تتخرج بدرجة في القانون وتُقبل كمحاضرة أكاديمية في البلاد، وإيزابيل ويلتون، رئيس شركة IBM السويسرية وواحدة من عدد قليل من النساء في البلاد يشغلن منصبًا رفيع المستوى في شركة تجارية.

## حق التصويت
حصلت المرأة على حق التصويت في الانتخابات الوطنية عام 1971. حصلت النساء على حق التصويت على مستوى الكانتونات المحلية بين عام 1959 (كانتونات فود ونوشاتيل في ذلك العام) و 1991 (كانتون أبنزل إنرودين).

## الزواج والحياة الأسرية
لطالما كانت الحياة الأسرية محافظة، على غرار نموذج العائل والمرأة ربة المنزل. في أوروبا، كانت سويسرا واحدة من آخر الدول التي أرست المساواة بين الجنسين في الزواج: تم تقييد حقوق المرأة المتزوجة بشدة حتى عام 1988 ، عندما دخلت الإصلاحات القانونية التي تنص على المساواة بين الجنسين في الزواج، وإلغاء السلطة القانونية للزوج، حيز التنفيذ (تم تطبيق هذه الإصلاحات تمت الموافقة عليه في عام 1985 من قبل الناخبين في استفتاء، وصوتوا لصالحه بفارق ضئيل مع موافقة 54.7٪ من الناخبين). تم تجريم الزنا في عام 1989. كما تم إصلاح قوانين الطلاق في عامي 2000 و 2005. وتم تجريم الاغتصاب الزوجي في عام 1992، وفي عام 2004 أصبح جريمة حكومية في سويسرا. في عام 1992، تم تغيير القانون لإنهاء التمييز ضد المرأة المتزوجة فيما يتعلق بالجنسية الوطنية. في 2013، تبع ذلك مزيد من الإصلاحات في القانون المدني، وألغت الأحكام التمييزية المتبقية فيما يتعلق باختيار الزوجين لاسم العائلة وقانون المواطنة في الكانتونات.
حتى أواخر القرن العشرين، كان لدى معظم الكانتونات لوائح تحظر تعايش الأزواج غير المتزوجين. وكان آخر كانتون أنهى مثل هذا الحظر كان فالي في عام 1995. اعتبارًا من عام 2015، كان 22.5٪ من المواليد لنساء غير متزوجات.

## الوظيفة العامة
تواجه النساء معاناة كبيرة فيما يتعلق بالعمل مقابل أجر. على الرغم من أن معظم النساء يعملن، فإن الكثير منهن يعملن بدوام جزئي أو في وظائف هامشية. لا يزال الرأي السائد بأن المرأة، وخاصة المتزوجات، لا ينبغي أن تعمل بدوام كامل. من بين منظمة التعاون الاقتصادي والتنمية، هولندا فقط هي التي لديها عدد أكبر من النساء العاملات بدوام جزئي. على الرغم من أن القانون لم يعد يشترط موافقة الزوج على عمل الزوجة، إلا أنه غالبًا ما يُطلب من النساء في مقابلات العمل. توجد ضرائب معاقبة على الأسر ذات الدخل المزدوج في بعض الكانتونات. صرحت منظمة التعاون الاقتصادي والتنمية أن «الافتقار إلى سياسة صديقة للأسرة ودعم في مكان العمل يجعل من الصعب جدًا على العديد من الآباء السويسريين، وعادة الأمهات، الجمع بين العمل والحياة الأسرية». كما حثت منظمة التعاون الاقتصادي والتنمية سويسرا على إنهاء ممارسة ساعات الدراسة غير المنتظمة والمتقطعة التي تجعل من الصعب على الأمهات العمل؛ ومراجعة سياساتها الضريبية والمزايا التكميلية. رغم كل ذلك، تتمتع المرأة بالحق القانوني في العمل وعدم التمييز في القوى العاملة بموجب قانون المساواة لعام 1996. في عام 2005، تم إدخال إجازة الأمومة مدفوعة الأجر في سويسرا، بعد أن وافق عليها الناخبون في استفتاء. أربع محاولات سابقة لتأمينها كانت قد فشلت في وقت سابق في صندوق الاقتراع.

## العنف ضد المرأة
كما هو الحال في الدول الغربية الأخرى، شهدت فترة التسعينيات والقرن الحادي والعشرين إصلاحات فيما يتعلق بالقوانين الخاصة بالعنف المنزلي. أصبح الاغتصاب الزوجي غير قانوني في عام 1992 ، ومنذ عام 2004 أصبح الاغتصاب الزوجي قابلاً للمقاضاة تلقائيًا (بمعنى أنه يمكن مقاضاته حتى لو لم تشكو الزوجة). صدقت سويسرا أيضًا على اتفاقية مجلس أوروبا بشأن إجراءات مكافحة الاتجار بالبشر في عام 2012، واتفاقية إسطنبول في عام 2017.

## الخصوبة والحقوق الإنجابية
معدل وفيات الأمهات في سويسرا هو 5.00 حالة وفاة / 100000 ولادة حية (اعتبارًا من عام 2015). تم تحرير قوانين الإجهاض في عام 2002. الإجهاض قانوني خلال الأشهر الثلاثة الأولى، بشرط الاستشارة، للنساء اللواتي يصرحن أنهن في ضائقة؛ وفي مراحل لاحقة لأسباب طبية. معدل الخصوبة الإجمالي هو 1.56 مولود / لكل امرأة (تقديرات 2018) وهو أقل من معدل الإحلال البالغ 2.1.

## إضرابات النساء
تم تنظيم إضراب النساء السويسري لعام 1991 من أجل حقوق المرأة بعد 10 سنوات من قبول الشعب السويسري للمادة الدستورية المتعلقة بالمساواة بين المرأة والرجل في 14 يونيو 1981. ونُظم إضراب المرأة السويسرية لعام 2019 من أجل حقوق المرأة في نفس اليوم. عام إضراب عام 1991.